# Fetket
Fetket este un zeu al Egiptului Antic, era un paharnic al Zeului Soare, Ra, care se îngrijește de băutura regelui.